# Lippina

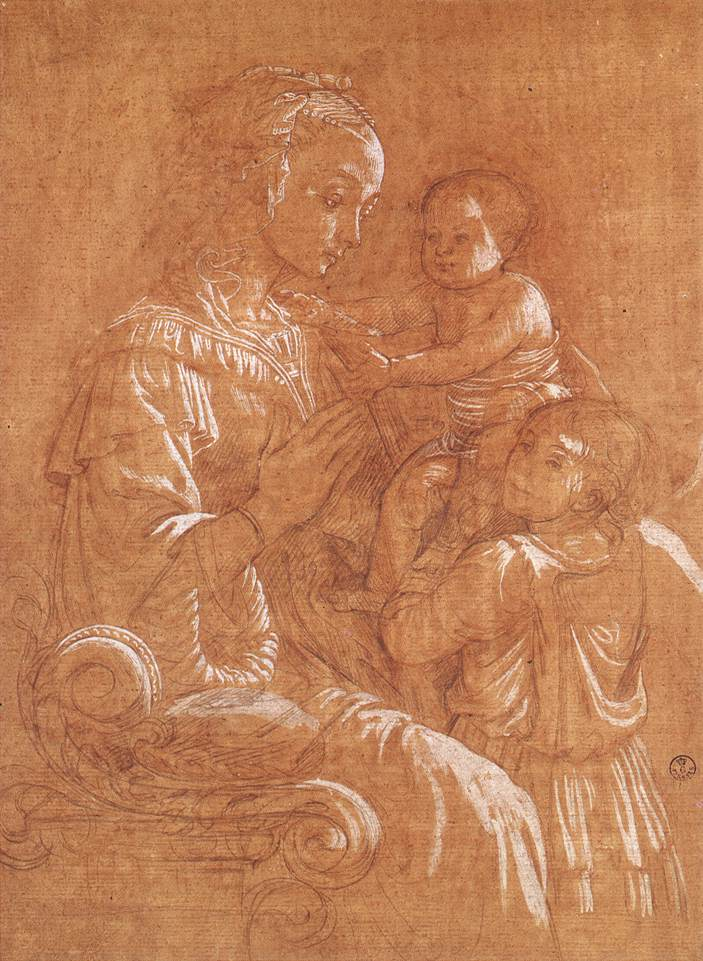
Disegno realizzato da Filippino Lippi

La Madonna col Bambino e angeli detta Lippina è un'opera tempera su tavola (92x63,5 cm) di Filippo Lippi, databile al 1465 circa e conservata agli Uffizi di Firenze. Sul verso riporta lo schizzo a pennello di un busto femminile. Si tratta probabilmente del più noto dipinto di Fra Filippo, molto ammirato e punto di riferimento per tutte le Madonne col Bambino successive, soprattutto quelle di Sandro Botticelli. Il dipinto è importante anche perché è considerato una delle rare opere interamente autografe del maestro, senza interventi della bottega.

## Storia
Le circostanze della committenza e la datazione dell'opera sono sconosciute, a causa della mancanza di documenti contemporanei. Il ritratto tradizionalmente riferito a Lucrezia Buti nel volto della Madonna farebbe pensare a un'opera del periodo pratese (1452-1466), mentre le dimensioni insolite hanno fatto ipotizzare che si trattasse di una celebrazione per un'occasione privata e personale dell'artista, come la nascita del figlio Filippino (1457), anche se la tradizione indica un ritratto del fanciullo nel bambino o, più probabilmente, nell'angelo che si volta in primo piano, spostando la possibile data al 1465 circa, in concordanza anche con l'analisi stilistica.
Un'iscrizione settecentesca sul retro della tavola testimonia la presenza del dipinto, a quell'epoca, nella villa di Poggio Imperiale, di proprietà dei Medici. Il 13 maggio 1796 è registrata in ingresso nelle Galleria Granducali, nucleo originario degli Uffizi.

## Descrizione e stile
La composizione e l'uso del colore della Lippina sono estremamente innovatori e in anticipo sui tempi. Il gruppo è collocato, in modo del tutto originale, davanti ad una finestra aperta che mostra un paesaggio a volo d'uccello, dilatato fino alla linea d'orizzonte, ispirato dalla pittura fiamminga.
In primo piano si trova la Madonna, nelle cui fattezze si celerebbe un ritratto della monaca e amante di Filippo, Lucrezia Buti. Il volto è malinconico ed è atteggiata nella posizione dell'adorazione del figlio, quasi a voler scongiurare, con la preghiera, il destino della Passione. Essa è seduta su una seggiola e posta tre quarti, mentre la testa è di profilo. L'acconciatura elaborata, con veli impalpabili e perle, è un dettaglio di estremo virtuosismo, che venne ripreso in tutto il secondo Quattrocento fiorentino: se ne trova ad esempio una foggia identica nel Ritratto di fanciulla di Andrea della Robbia al Museo del Bargello, leggermente posteriore (1470 circa). Anche il vestito, con pieghe cadenzate ed eleganti e con giochi della luce che restituiscono la consistenza del velluto blu, è di estrema eleganza e trattiene istintivamente l'osservatore a una visione più dettagliata della figura sacra. Le perle, che compaiono sullo scollo del vestito, sull'acconciatura e sul cuscino, erano simbolo della purezza per le giovani spose, ripreso dal Cantico dei Cantici.
Nuovo è il taglio all'altezza del ginocchio, così come la disposizione del Bambino che è retto, anziché dalla Madonna, da due angeli: uno voltato e sorridente in primo piano ed uno seminascosto dietro. L'atteggiamento giocoso dell'angioletto bilancia la gravità pensosa della Vergine, con un risultato di sorprendente equilibrio.
Lo spazio, anche per le figure in primo piano, è illusionisticamente dilatato, come suggeriscono la disposizione in profondità degli angeli e alcune linee di forza prospettiche, come l'ala dell'angioletto in primo piano, che si proietta fuori del dipinto, oltre la cornice. Anche le ginocchia leggermente ruotate della Vergine contribuiscono a sottolineare questo effetto.
I modelli sui quali il pittore trasse ispirazione sono essenzialmente scultorei: Agostino di Duccio e Desiderio da Settignano (Grassi, 1457), Luca Della Robbia (Del Bravo, 1473), Donatello (Ruda, 1393) e Michelozzo (tomba Aragazzi a Montepulciano).
Straordinario è l'innovativo uso del colore: invece delle tinte tradizionali il pittore usò un'illuminazione chiara e tersa, con un effetto di unità atmosferica che soltanto Leonardo, decenni dopo, seppe riprendere. L'effetto naturalistico dell'insieme sorprese i contemporanei, che cercarono di replicare gli effetti senza riuscirci appieno. Esistono alcune copie di Andrea del Verrocchio e del giovane Sandro Botticelli (una alla Galleria dello Spedale degli Innocenti di Firenze), che non raggiungono un effetto altrettanto vivido. Lo stesso Lippi ne fece una nuova versione nel 1465 circa, conservata nell'Alte Pinakothek di Monaco di Baviera (n. 647).

## Disegno preparatorio
Il Gabinetto dei disegni e delle stampe degli Uffizi possiede un pregevole disegno preparatorio dell'opera, a punta d'argento e biacca su carta filigranata preparata di colore giallo-ocra. Esso proviene dalla raccolta del cardinale Leopoldo de' Medici ed è attribuita al Lippi già in manoscritto del 1687 (Archivio di Stato di Firenze, Guard. 779 ins. 9), in cui il segretario del cardinale Lorenzo Gualtieri registra la consegna di un libro di disegni a Giovanni Bianchi, custode della Galleria granducale: quindi fu agli Uffizi ben prima del dipinto.
Nel disegno manca la finestra e la posizione delle gambe della Vergine è più impacciata; inoltre il bracciolo ha una voluta che gira nell'opera finale. Alcuni misero in dubbio l'autografia del dipinto ritenendola copia di Fra' Diamante per il repertorio di bottega (Berenson, 1903, Jeffrey Ruda), ma si tratta di ipotesi minoritarie. Una delle ultime conferme al Lippi come studio per il dipinto risale ad A. Petrioli Tofani (1992).